# Trial de Sant Llorenç 1989
L'edició de 1989 del Trial de Sant Llorenç fou la 23a d'aquesta prova, organitzada pel Motor Club Terrassa. El trial era la vuitena prova del Campionat del Món d'aquell any i tingué lloc el 16 de juliol a La Seu d'Urgell. Hi participaren vora 80 pilots, els quals hagueren de superar 21 zones repartides al llarg d'un recorregut que calia completar 2 vegades.

## Classificació
| Posició | Pilot              | Motocicleta | Punts |
| ------- | ------------------ | ----------- | ----- |
| 1       | Jordi Tarrés       | Beta        | 81    |
| 2       | Thierry Michaud    | Fantic      | 101   |
| 3       | Diego Bosis        | Aprilia     | 111   |
| 4       | Donato Miglio      | Fantic      | 115   |
| 5       | Steve Saunders     | Fantic      | 122   |
| 6       | Tommi Ahvala       | Aprilia     | 124   |
| 7       | Amós Bilbao        | Fantic      | 130   |
| 8       | Philippe Berlatier | Beta        | 130   |
| 9       | Andreu Codina      | Gas Gas     | 134   |
| 10      | Pascal Couturier   | Montesa     | 138   |